# 도모베역
도모베역(일본어: 友部駅, ともべえき)은 일본 이바라키현 가사마시에 있는 동일본 여객철도의 철도역이다.
특급 프레시 히타치 호 전 열차, 슈퍼 히타치 호 일부 열차가 정차한다.

## 이용 가능한 철도 노선
- 동일본 여객철도
  - 조반선
  - 미토선

## 역 구조
단식 승강장 1면 1선, 섬식 승강장 2면 4선 등 총 3면 5선을 가지고 있는 지상역으로, 교상역사를 가지고 있다.

### 승강장
| 1     | ■ 조반선 | 쓰치우라 · 마쓰도 · 우에노 · 도쿄 · 시나가와 방면 (우에노도쿄라인) |
| 2·3   | ■ 조반선 | 미토 · 히타치 · 다카하기 · 이와키 방면 (3번선은 대피용)            |
| 3·4·5 | ■ 미토선 | 가사마 · 시모다테 · 유키 · 오야마 방면                             |

## 역사
- 1987년 4월 1일 - 민영화에 따라 동일본 여객철도의 소속이 되었다.
- 2001년 11월 18일 - 스이카의 사용이 개시되었다.

## 인접역
| 동일본 여객철도 ■ 조반선 | 동일본 여객철도 ■ 조반선 | 동일본 여객철도 ■ 조반선 |
| ------------------------ | ------------------------ | ------------------------ |
| 이와마 시나가와 방면     |                          | 우치하라 다카하기 방면   |
| 동일본 여객철도 ■ 미토선 |                          |                          |
| 시시도 오야마 방면       |                          | 시·종착역                |